# IC 5067
IC 5067 est une entrée de l'Index Catalogue qui concerne un corps céleste perdu ou inexistant dans la constellation du Cygne. Cet objet a été enregistré par l'astronome américain Thomas Espin (en) le 7 septembre 1899.
La position notée par Espin est une zone vide et c'est pour cette raison que l'on considère IC 5067 comme un objet perdu ou inexistant. Cependant, la région contient plusieurs nébuleuses en émission (dont NGC 7000, la nébuleuse de l'Amérique du Nord, et IC 5070) et il est probable que ce qu'Espin voulait enregistrer en soit une. Pour des raisons liés au luminosité relative notées par Espin, Harold Corwin propose que la meilleure candidate est la nébuleuse allongée au nord-ouest d'IC 5068.